# Narycia lechriotypa
Narycia lechriotypa är en fjärilsart som beskrevs av Turner 1923. Narycia lechriotypa ingår i släktet Narycia och familjen säckspinnare. Inga underarter finns listade i Catalogue of Life.